# Evento de El Niño de 2014-2016

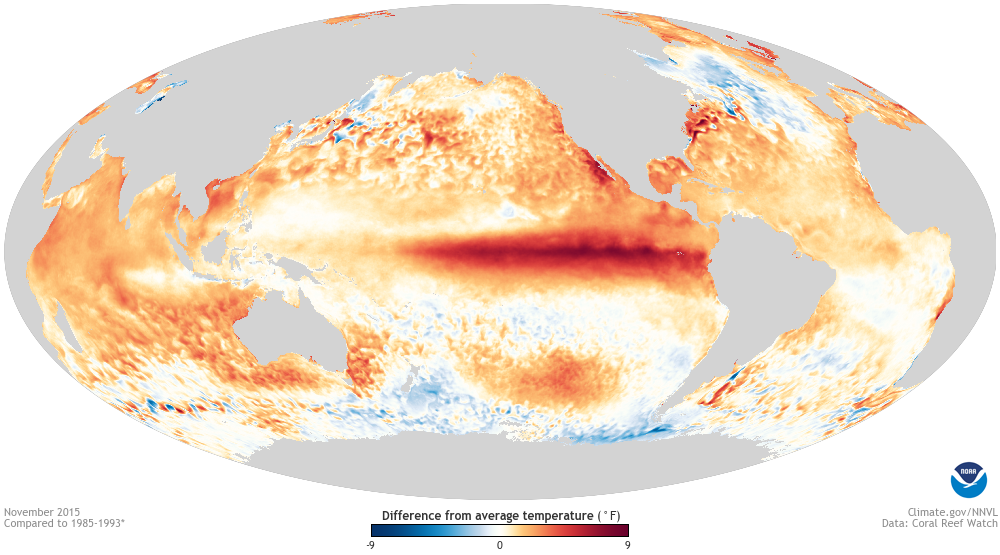
Anomalía en la temperatura de la superficie del mar en el Océano Pacífico en la semana centrada en noviembre de 2015

El Niño de 2014-2016 fue un evento ocasionado por la Oscilación del Sur, conocida también como El Niño, mediante la cual el calentamiento del Océano Pacífico ecuatorial oriental resulta en el desarrollo de aguas inusualmente cálidas entre la costa de América del Sur y la Línea Internacional de Cambio de Fecha. Estas aguas inusualmente cálidas influyeron en el clima mundial de varias maneras, ocasionando condiciones de sequía en varios países incluyendo Venezuela, Australia y varias islas del Pacífico, mientras que también se registraron inundaciones significativas. Durante el evento, ocurrieron más ciclones tropicales de lo normal dentro del Océano Pacífico, mientras que ocurrieron menos de lo normal en el Océano Atlántico.

## Progresión meteorológica
El evento de El Niño de 1997–1998 fue considerado como uno de los eventos de El Niño más fuertes en la historia registrada, lo que resultó en sequías generalizadas, inundaciones y otros desastres naturales que ocurrieron a escala global. Posteriormente, el clima del Océano Pacífico estuvo dominado por una fase fría de la oscilación decenal del Pacífico, con tres eventos significativos de La Niña que ocurrieron entre 1998–2001, 2007–09 y 2010–12. A pesar del trasfondo de La Niña en el clima del Pacífico, ocurrieron cuatro eventos de El Niño durante 2002–03, 2004–05, 2006–07 y 2009–10, pero fueron más débiles y tuvieron duraciones más breves que el evento de 1997–98. Después de que culminó el evento de La Niña de 2010-12, persistieron condiciones casi neutrales sobre el Océano Pacífico sin que ocurrieran eventos de La Niña o El Niño.  Posteriormente se produjo una intensa actividad de tifones entre septiembre y noviembre de 2013, por lo cual se pensó que estaba sucediendo un cambio inminente del clima del Pacífico provocado por El Niño en lugar de La Niña.
Durante enero de 2014, después de analizar varios modelos climáticos, la Organización Meteorológica Mundial advirtió que había una mayor posibilidad de que ocurriera un evento leve de El Niño durante ese año.  Durante los meses siguientes, el clima del Océano Pacífico comenzó a exhibir características que sugerían el inicio inminente de un evento de El Niño. Sobre el océano, estas características incluyeron: una acelerada caída del nivel del mar en el oeste de Micronesia, así como una gran área de aumento de las temperaturas de la superficie del mar que estaban presentes en latitudes bajas cerca de la línea internacional de cambio de fecha . En la atmósfera, estas características incluían vientos persistentes del oeste en latitudes ecuatoriales, que se desplazaron hacia el este, en dirección a las Islas Marshall . Una gran área de convección atmosférica ocurrió en una baja latitud cerca de la línea internacional de cambio de fecha, en asociación con el desarrollo de una cantidad inusual de ciclones tropicales al principio de la temporada cerca de las Islas Marshall. Como resultado de algunas de estas condiciones, el Centro de Predicción Climática de los Estados Unidos (CPC de la NOAA) y el Instituto Internacional de Investigación para el Clima y la Sociedad (IRI) emitieron una Vigilancia de El Niño dentro de su diagnóstico de marzo de 2014.
Durante los siguientes meses de 2014, la atmósfera no respondió para reforzar el desarrollo de El Niño, con la vaguada del monzón permaneciendo débil y una disminución en la actividad de ciclones tropicales, mientras que no se produjeron episodios de fuertes vientos del oeste en latitudes bajas. Algunos de los indicadores oceánicos de El Niño tampoco siguieron aumentando, y se produjo un enfriamiento del subsuelo sobre el Pacífico tropical y de las temperaturas del mar.  Sin embargo, a fines de 2014, varios de los índices de El Niño que se utilizan usualmente para juzgar el estado de la ENOS indicaron que se habían desarrollado condiciones débiles de El Niño sobre el Océano Pacífico. Como resultado, algunas de las agencias meteorológicas internacionales, incluida la Agencia Meteorológica de Japón y el Observatorio de Hong Kong, informaron que se había desarrollado un evento de El Niño durante 2014, mientras que otras, como el Servicio Meteorológico de Fiyi, consideraron que en 2014 no había ocurrido realmente un evento de El Niño. En este momento se pensó que el estado de la ENOS continuaría en las condiciones limítrofes de El Niño, antes de volver a las condiciones neutrales.
Después de que ocurriera el tifón Higos en febrero de 2015, se abrió un nuevo escenario: El Niño podría fortalecerse y persistir hasta finales de 2015. Este escenario fue respaldado por las mismas características climáticas que habían pronosticado el desarrollo débil de El Niño durante 2014. Durante su diagnóstico de marzo de 2015, el CPC de la NOAA y el IRI informaron que se habían observado condiciones de El Niño durante febrero de 2015, después de que las temperaturas de la superficie del mar por encima del promedio se acoplaran débilmente con la atmósfera tropical.
Para enero de 2015, la actividad de ráfagas de viento del oeste volvió a su estado normal. La primera ola de Kelvin se desarrolló alrededor de marzo y otra se formó alrededor de mayo. Además, alrededor de julio se produjo otra fuerte ráfaga de viento del oeste como resultado de ciclones tropicales gemelos que se extendieron a ambos lados del ecuador. Un evento aún más fuerte en octubre, y un evento inusualmente más fuerte ocurrió desde finales de diciembre de 2015 hasta enero de 2016, resultando en la formación de ciclones gemelos en lados opuestos del ecuador. En mayo de 2015, la Oficina Australiana de Meteorología confirmó respectivamente la llegada de condiciones leves de El Niño. Se pronosticó que las condiciones de El Niño en julio se intensificarían a condiciones fuertes para el otoño y el invierno de 2015. Además de las aguas más cálidas de lo normal generadas por las condiciones de El Niño, la Oscilación Decadal del Pacífico también estaba creando temperaturas superficiales del mar persistentemente más altas de lo normal en el Pacífico nororiental. En agosto, el CPC de la NOAA predijo que El Niño de 2015 "podría estar entre los más fuertes en el registro histórico que se remonta a 1950". A mediados de noviembre, la NOAA informó que la anomalía de temperatura en la región Niño 3.4 para el promedio de 3 meses de agosto a octubre de 2015 fue la segunda más cálida registrada siendo sólo superada por la de 1997.
Entre los meses de noviembre y diciembre de 2015, los valores del Índice Oceánico de El Niño (ONI, por sus siglas en inglés) de la NOAA alcanzaron un máximo de 2,4 °C, más altos que la media de diciembre de 1997 de 2,2 °C, lo cual suponía un nuevo récord. NOAA informó posteriormente que el promedio de 3 meses desde noviembre de 2015 hasta enero de 2016 de la ONI había alcanzado un máximo de 2,3 °C, lo que significó que, en comparación, el evento de 2014–16 estuvo al mismo nivel del evento de 1997–98 con los valores más fuertes registrados. Sin embargo, en general, el evento se consideró uno de los tres eventos de El Niño más fuertes desde 1950, considerando varias formas diferentes de medir la fuerza de un evento. Posteriormente, el evento comenzó a debilitarse con la disminución de las anomalías de la temperatura de la superficie del mar en el Pacífico ecuatorial, mientras que se comenzaron a hacer predicciones sobre un posible evento de La Niña durante 2016. Las anomalías atmosféricas sobre el Océano Pacífico tropical se debilitaron en mayo de 2016 y se volvieron consistentes con las condiciones neutrales de la ENOS. Estas anomalías incluyeron los índices tradicionales y ecuatoriales de Oscilación del Sur que se acercaron a cero, mientras que la convección atmosférica y los vientos en los niveles superior e inferior se acercaron al promedio.  Como resultado de esto, el BoM, el CPC de la NOAA, el IRI y la JMA declararon que el evento récord de El Niño había terminado a fines de mayo o principios de junio de 2016.

## Efectos sobre la actividad de los ciclones tropicales
El evento de El Niño de 2014–16 influyó en la actividad de ciclones tropicales en todo el mundo, donde contribuyó a temporadas récord en las cuencas de ciclones tropicales del Pacífico central y del Pacífico oriental. Por el contrario, provocó una disminución en la actividad de los huracanes en el Atlántico, produciendo una fuerte cizalladura vertical del viento, una mayor estabilidad atmosférica, un movimiento de hundimiento más fuerte y un aire más seco en el Atlántico tropical. La cuenca del Pacífico Central experimentó su temporada de ciclones tropicales más activa registrada con 16 ciclones tropicales registrados durante 2015. Dentro del Hemisferio Sur, El Niño empujó la actividad de ciclones tropicales en el Océano Pacífico Sur hacia el este, con actividad floreciente cerca de Vanuatu, Fiyi y Tonga . Como resultado de este desplazamiento y otros factores, como un dipolo positivo en el Océano Índico, la temporada de ciclones de la región australiana de 2015-16 fue la menos activa desde que comenzaron los registros confiables durante la década de 1950, con sólo tres ciclones tropicales con nombre desarrollándose en la región en comparación con un promedio de once.
El evento también contribuyó a la formación de seis sistemas fuera de los límites de la temporada, dentro de las cuencas del Atlántico Norte, Pacífico Oriental y Sur. Estos sistemas incluyeron el ciclón tropical Raquel, que algunos consideraron parte de las temporadas 2014-15 y 2015-16, pero luego se consideró que sólo era parte de la temporada 2014-15. Las depresiones tropicales 01F y 02F se desarrollaron en el Pacífico Sur durante julio y octubre de 2015 y afectaron a Fiyi, Vanuatu y las Islas Salomón.  La Depresión Tropical Nine-C se formó posteriormente en el Pacífico Central el 31 de diciembre, cuyos restos contribuyeron a su vez al desarrollo del huracán Pali el 7 de enero. Esto también provocó el final más tardío y el comienzo más temprano de las temporadas de huracanes del Pacífico de 2015 y 2016, respectivamente.
Otros ciclones tropicales significativos durante el evento incluyeron: el ciclón Pam, que se convirtió en el segundo ciclón tropical más intenso en el Pacífico Sur en términos de velocidad del viento y devastó Vanuatu ; el ciclón Winston, fue el ciclón tropical más intenso del hemisferio sur y devastó Fiyi ; el ciclón Fantala, que fue la tormenta más fuerte en términos de vientos sostenidos de 1 minuto y 10 minutos en el Océano Índico Sur; y el huracán Patricia, que fue el segundo ciclón tropical más intenso registrado a nivel mundial en términos de presión barométrica y el más fuerte en términos de vientos sostenidos de 1 minuto.

## Impacto
El evento de El Niño afectó a millones de personas en todo el mundo, incluyendo África, América Central, Sudamérica, Australia, el sudeste de Asia y las islas del Pacífico. Estos efectos incluyeron lluvias por debajo o por encima del promedio, inundaciones, mayor inseguridad alimentaria, mayores tasas de desnutrición y medios de subsistencia devastados. El evento de El Niño también contribuyó a la tendencia al calentamiento global, siendo 2014 y 2015 dos de los años más cálidos registrados. Más de 60 millones de personas enfrentaron hambre y desnutrición en 2016 debido a los efectos de la sequía influenciados por la ENSO, siendo África la más afectada. Indochina enfrentó una severa caída en la producción de alimentos y Etiopía contabilizó 10 millones de personas en riesgo.

### Australia
En Australia, la influencia de la sequía causada por El Niño fue inicialmente contrarrestada por las cálidas temperaturas en el Océano Índico, lo que provocó precipitaciones por 0encima del promedio en partes de Australia Occidental, Nueva Gales del Sur y el este de Victoria . Sin embargo, al comienzo de la primavera austral de 2015, el Océano Índico había comenzado a ayudar a El Niño, lo que resultó en la tercera primavera más seca registrada en Australia y un crecimiento limitado al final de la temporada de cultivo. La falta de fuertes lluvias en el norte y el oeste significó una reducción del tiempo de inactividad para la minería, mientras que menos lluvia tropical contribuyeron al evento de blanqueamiento de corales más severo registrado en la Gran Barrera de Coral. La combinación de calor y escasez de precipitaciones provocó un comienzo muy temprano de la temporada de incendios forestales de Australia 2015-16, con más de 125 incendios en Victoria y Tasmania durante octubre. Las condiciones secas en Tasmania también resultaron en cientos de incendios iniciados por rayos secos durante enero de 2016, que dañaron grandes áreas del Área del Patrimonio Mundial de Tasmania Wilderness, incluidas partes que no habían sufrido incendios durante siglos.

### África
El evento de El Niño mejoró la temporada de lluvias cortas de 2015 entre octubre y diciembre de 2015, con más precipitaciones de lo normal cayendo en el este de África. Varios países de África, incluidos Lesoto, Suazilandia y Zimbabue, declararon estados nacionales de emergencia, mientras que la Comunidad de Desarrollo de África Meridional declaró un desastre regional por sequía en marzo de 2016.

### Norteamérica
Durante el invierno en Norteamérica en 2014-2015, la precipitación y los impactos típicos de un evento de El Niño fueron muy pocos, ya que el evento fue débil y estuvo a punto de convertirse no ser catalogado como evento de El Niño. Más tarde, antes del invierno en Norteamérica en 2015-16, se esperaba que El Niño brindara algo de alivio a los cinco años de condiciones de sequía que habían ocurrido en California. Sin embargo, el evento no logró poner fin a la sequía a largo plazo, a pesar de que algunas regiones, incluida Pacífica, recibieron fuertes lluvias que provocaron deslizamientos de tierra. En el sureste y el centro sur de los Estados Unidos se produjeron precipitaciones por encima de lo normal, y Misuri recibió tres veces su precipitación normal durante noviembre y diciembre de 2015.

### Sudamérica

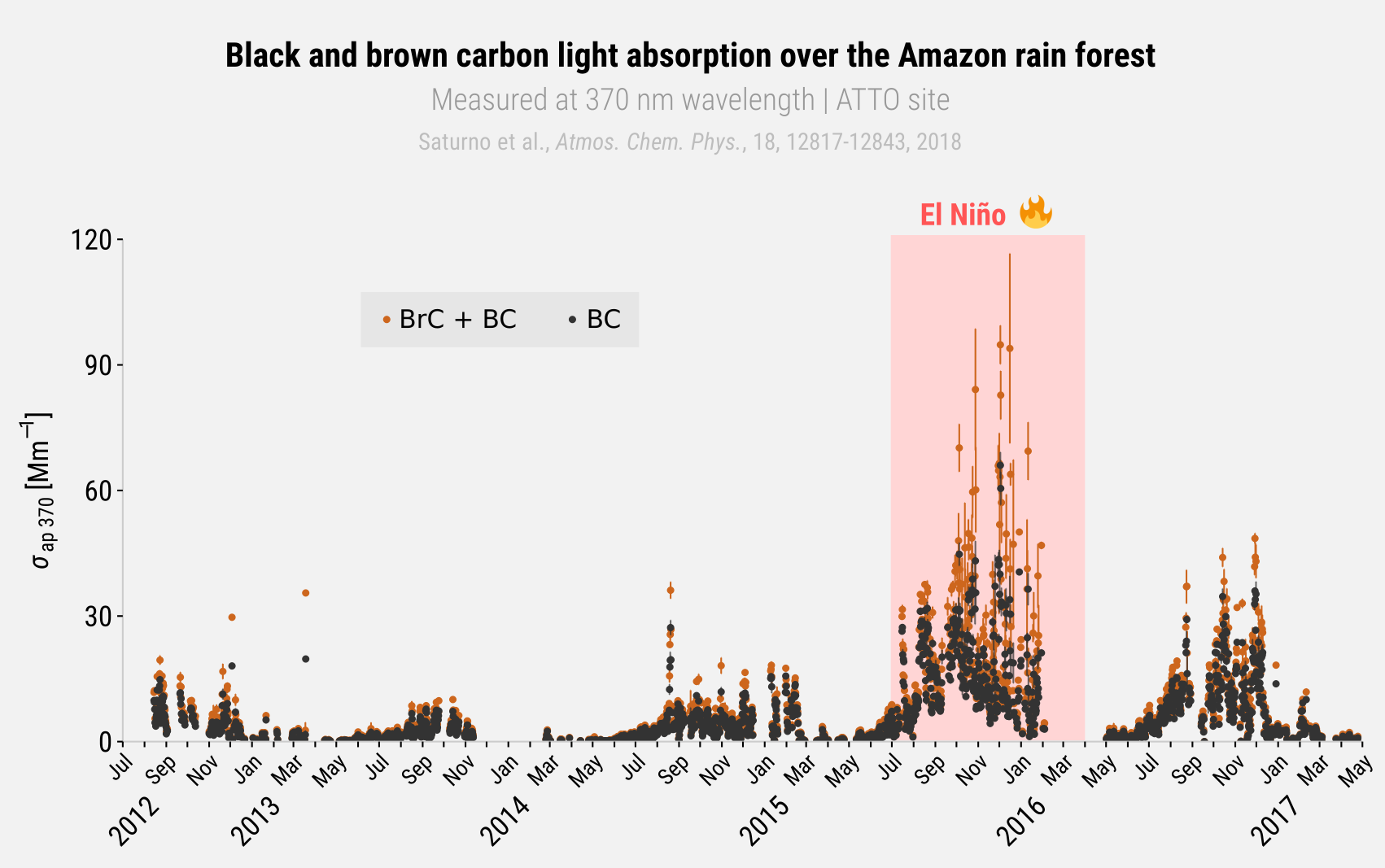
Aumento de aerosoles atmosféricos originados por la quema de vegetación en la cuenca amazónica en 2015

Entre septiembre y diciembre de 2015, el norte de América del Sur estuvo generalmente seco, y partes de Venezuela sufrieron condiciones de sequía. Durante el mismo período, Uruguay, el sur de Brasil y Paraguay experimentaron muchas precipitaciones. En 2015, la Región Sudeste de Brasil sufrió las consecuencias de una sequía severa (agravada por El Niño), que provocó temperaturas superiores a la media y una gran disminución del caudal de varios ríos y embalses, lo cual tuvo como resultado, que se hicieran recortes en el suministro de agua a los residentes. Sin embargo, al mismo tiempo, la Región Sur de Brasil pasó por un gran período de fuertes tormentas eléctricas (otra consecuencia de El Niño), lo que provocó fuertes inundaciones; varios ríos alcanzaron el nivel más alto en décadas y miles de personas quedaron damnificadas. El incremento de la ocurrencia de fuegos en distintas áreas de la cuenca Amazónica debido a la sequía provocada por El Niño tuvo como consecuencia un aumento en la concentración de contaminantes atmosféricos en forma de aerosoles como carbono negro y marrón.

### Islas del Pacífico
Durante el evento, la circulación de Walker y la precipitación asociada se desplazó hacia el este, lo que significó que una gran parte del Pacífico recibió precipitaciones por debajo del promedio. Como resultado, se observaron condiciones de sequía en varias naciones insulares del Pacífico, con un estimado de 4,7 millones de personas afectadas, incluidas personas en Fiyi, Micronesia, Palaos, Samoa, Vanuatu, Tonga, las Islas Salomón y las Islas Marshall .
Durante el evento, las escuelas de atún migraron de sus aguas tradicionales cerca de Papúa Nueva Guinea a las aguas que rodean la nación insular de Kiribati . Como resultado de esto, se capturaron más de 700 mil toneladas de atún en las aguas que rodean a Kiribati durante 2014, mientras que la nación isleña pudo vender derechos de acceso a empresas pesqueras internacionales a más de 15.000 dólares americanos por día. Posteriormente, el Banco Asiático de Desarrollo hizo proyecciones de que Kiribati ganaría más de 150 millones de dólares australiandos durante 2015 por concepto de licencias de pesca.
Los investigadores de la NOAA también registraron pérdidas de cobertura de coral de hasta el 90% en los sitios de estudio en la isla de Kiritimati (Isla de Navidad) después del evento de El Niño 2015/16.
A medida que las condiciones de El Niño comenzaron a desarrollarse a principios de 2014, los niveles del mar en el oeste de Micronesia, incluidas las aguas que rodean las naciones insulares de Palaos y Guam, descendieron entre 6-9 pies (1,8-2,7 m) En Palaos, El Niño provocó las peores condiciones de sequía en casi 80 años. Las naciones insulares de Palaos, los Estados Federados de Micronesia y las Islas Marshall hicieron declaraciones de emergencia o desastre debido a las condiciones de sequía extrema causadas por El Niño.

### Sudeste de Asia

#### Filipinas
Dentro de Filipinas, el evento de El Niño provocó un retraso en el inicio de la temporada de lluvias de 2015, al tiempo que provocó una actividad monzónica más débil de lo normal, precipitaciones inferiores a la media, menos ciclones tropicales y temperaturas del aire superiores a la media. Como resultado de esto, el 85% de las provincias se vieron afectadas por sequía, mientras que PAGASA aconsejó a la gente conservar el agua, en caso de que el nivel de agua alto de la presa de Angat descendiera por debajo de 212 metros. Durante abril de 2016, el Departamento de Agricultura de Filipinas estimó los daños totales a los cultivos entre febrero de 2015 y marzo de 2016, en poco menos de PHP 10 mil millones (USD 217 millón).
En Maguindanao, muchos campos de arroz y maíz fueron destruidos por la sequía que causó El Niño y el gobierno provincial declaró el estado de calamidad en la provincia. Anteriormente, Cotabato del Norte declaró estado de calamidad, y la ayuda del gobierno provincial a los agricultores que sufrían la sequía provocó una protesta y un enfrentamiento con la policía en Kidapawan .
Iloilo, Guimaras, General Santos, Isabela, Quirino, Bukidnon, Dávao del Sur, Basilan, Bohol y Cebú declararon estado de calamidad por el tifón Melor.

#### Vietnam
Las sequías y la infiltración de agua salada de Cửu Long se consideraron particularmente graves, las peores de los últimos 100 años, y causaron graves daños en las provincias occidentales.

### Reino Unido
El invierno de 2015-2016 trajo consigo graves inundaciones, precipitaciones récord y temperaturas muy suaves en todo el Reino Unido. La temperatura de Inglaterra central es una serie de datos de temperatura que se remontan a 1659, el invierno de 2015-2016 clasificado como el segundo más cálido, detrás de 1868-1869. Los registros de precipitaciones de Inglaterra y Gales se remontan a 1766, y 2015-16 fue el noveno invierno más húmedo registrado. Se piensa que esto fue causado por el fuerte evento de El Niño.